# Borealis Planitia
Borealis Planitia és una gran plana sobre Mercuri amb un sòl llis, i hom pensa que és semblant a un mare lunar. Està centrat en 73,4°N, 79,5°O. El nom és llatí i significa plana nord.